# 重庆云巴1号线
重庆云巴1号线，又称云巴示范线，是重庆云巴运营中的首条云巴线路，也是全球首条投入运营的云巴线路。本线全线均位于重庆市璧山区境内，服务于西部科学城，全长15.4公里，共设15站，投资17.2亿，于2021年春节期间开行五个站点的试乘服务，于2021年4月16日正式开通运营。

## 概要
从1号线璧山站至成渝高铁站，7时至22时全天无人驾驶，票价2至4元。

## 车站列表

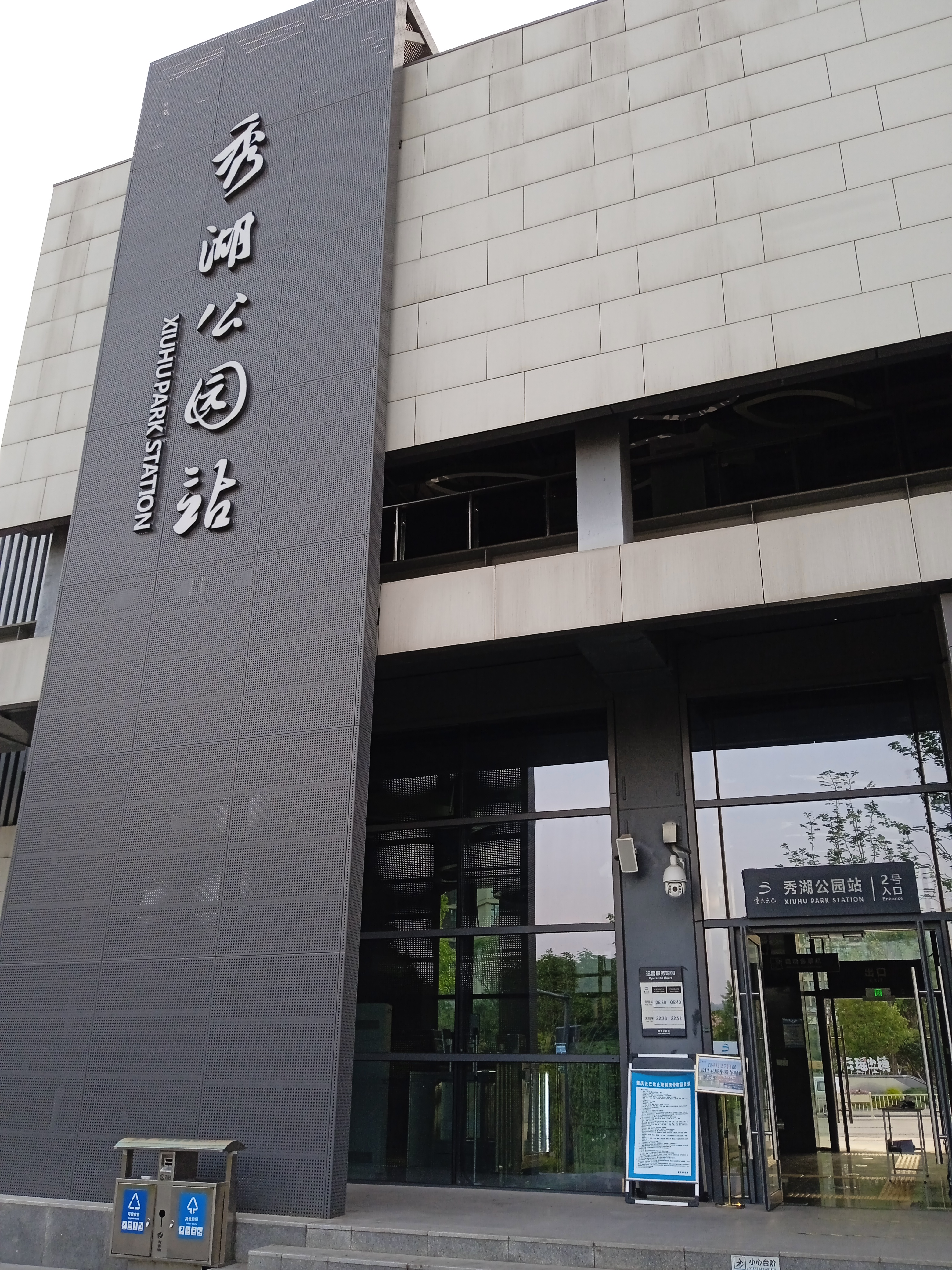
秀湖公园站

| 车站名称   | 英文名称                | 开通日期      | 车站类别 | 站台类型 | 换乘路线              |
| ---------- | ----------------------- | ------------- | -------- | -------- | --------------------- |
| 成渝高铁站 | Chengyu Railway Station | 2021年4月16日 | 高架站   | 岛式站台 | 成渝高速铁路          |
| 沙坡       | Shapo                   | 2021年4月16日 | 高架站   | 岛式站台 |                       |
| 高观音     | Gaoguanyin              | 2021年4月16日 | 高架站   | 岛式站台 |                       |
| 刘家嘴     | Liujiazui               | 2021年4月16日 | 高架站   | 岛式站台 |                       |
| 莲花湖     | Lianhuahu               | 2021年4月16日 | 高架站   | 岛式站台 |                       |
| 双鱼       | Shuangyu                | 2021年4月16日 | 高架站   | 岛式站台 |                       |
| 聚金大道   | Jujin Avenue            | 2021年4月16日 | 高架站   | 岛式站台 |                       |
| 儿童公园   | Children's Park         | 2021年4月16日 | 高架站   | 岛式站台 |                       |
| 东岳公园   | Dongyue Park            | 2021年4月16日 | 高架站   | 岛式站台 |                       |
| 秀水湾     | Xiushuiwan              | 2021年4月16日 | 高架站   | 岛式站台 |                       |
| 秀湖公园   | Xiuhu Park              | 2021年4月16日 | 高架站   | 岛式站台 |                       |
| 千层岩     | Qiancengyan             | 2021年4月16日 | 高架站   | 岛式站台 |                       |
| 景山路     | Jingshan Road           | 2021年4月16日 | 高架站   | 岛式站台 |                       |
| 科创小镇   | Kechuang Town           | 2021年4月16日 | 高架站   | 岛式站台 |                       |
| 1号地铁站  | Subway Line 1           | 2021年4月16日 | 高架站   | 岛式站台 | 重庆轨道 1号线·璧铜线 |

## 使用车辆
本线使用的是比亚迪股份有限公司所设计的云巴（Sky Shuttle），是比亚迪公司研发并小运量轨道交通列车，设计时速80km/h。列车使用比亚迪自家研发电池供电，并采用无人驾驶系统。

## 建设历史
2019年2月22日，璧山“云巴”项目举行开工仪式。到2019年11月22日，璧山云巴沿线挖方完成总工程量的75%，完成区轨道间旋挖桩基307根，车站旋挖桩基94根，墩柱完成4.1%。2019年12月，璧山云巴已经进入全面施工阶段。到2020年3月31日，项目桩基完成1351根，占总量的91%；区间承台完成259个，占总量的35%；墩柱完成278个，占总量的40%；盖梁完成243个，占总量的47%；架梁完成316榀，占总量的18%；综合车场综合维修楼二层施工中，其余建筑单体正在基础施工。2020年5月，璧山云巴举行首发仪式。8月，璧山云巴全线轨通。2020年10月10日，璧山云巴进入设备的联调联试及车辆试运行阶段。2021年2月15日至2月24日，璧山云巴正式对1号地铁站、秀湖公园站、秀水湾站、儿童公园站以及成渝高铁站开通了试乘服务。2021年4月16日，正式开通运营。

## 慢行系统
2022年1月，云巴慢行系统正式建成，该慢行系统北起双龙大道云巴起点站，南至聚金大道站。